# Sloanova velika stena
Sloanova vélika stena (ali Sloanov véliki zid) je velikanska skupina ali stena galaksij (galaktična nit), ki je največja znana struktura v Vesolju.
Njeno odkritje sta objavila 20. oktobra 2003 John Richard Gott in Mario Jurić s sodelavci z Univerze Princenton. Sloanovo véliko steno sta odkrila na osnovi podatkov iz programa Sloan Digital Sky Survey (SDSS) .
Sloanova velika stena meri v dolžino 1,37 milijarde svetlobnih let in je približno 1 milijardo svetlobnih let od Zemlje. Sloanova velika stena je skoraj trikrat daljša kot Velika stena galaksij, ki je bila pred tem največja znana struktura v Vesolju, in, ki sta jo leta 1989 odkrila Margaret Joan Geller in John Peter Huchra na Univerzi Harvard.
Sloanova vélika stena je v katalogu SIMBAD označena kot nadjata SCI 126.